# Wilhelm von Hazart
Wilhelm von Hazart (frz. Guillaume de Hazart, latein.: Guillelmus de Assardo; † nach 1219) war Herr von Hazart (Azaz) sowie Konstabler von Antiochia.
Er war der Nachfolger und vermutlich der Sohn von Peter I. von Hazart. Seine Tochter Clarence von Hazart heiratete Jakob von Batrun, den Sohn des Bohemund von Antiochia, Herr von Batrun. Nach seinem Tod beerbte ihn Peter II. von Hazart, vermutlich sein Sohn.